# Mateo Chiarella Viale
Mateo Chiarella Viale (Lima, 6 de abril de 1978) es un director de teatro, dramaturgo, músico,musicólogo  y docente peruano.

## Inicios
Mateo Chiarella nace en Lima en 1978 y se licencia en Comunicaciones con especialidad en Artes Escénicas en la Pontificia Universidad Católica del Perú. En el año 2002 monta su primera pieza profesional Largo Desolato de Vaclav Havel con el teatro de la Universidad Católica. Posteriormente, invitado por el British Council, sigue un stage de dirección en Buenos Aires con el prestigioso director inglés Declan Donnellan.

## Musicales
Su trabajo en los Musicales empieza cuando se junta con la productora Denisse Dibós,  quien, con su Asociación Cultural Preludio, venía impulsando este tipo de espectáculos en Lima, pero es con el éxito de Cabaret (2009), representado en el Teatro Segura e interpretado por Marco Zunino y Gisela Ponce de León, que instalan definitivamente el género en la capital. Paralelamente compone la música incidental para montajes de reconocidos directores del medio.

## Gran Teatro Nacional
Convocado por el Gran Teatro Nacional, escribe y dirige varias de las piezas presentadas para el Programa de Formación de Públicos; todas ellas han sido vistas por más de cincuenta mil adolescentes. También escribió y dirigió para este escenario, "Las aventuras musicales de Sisi y Lala" tetralogía para acercar a las familias a las artes escénicas musicales que contó con la participación de la Orquesta Sinfónica Juvenil, el Coro Nacional y el Ballet Nacional, y Pedro y el lobo de Serguéi Prokófiev.

## Aranwa Asociación Cultural
En el 2006 funda junto a su familia, Aranwa Asociación Cultural, asociación dedicada a la enseñanza, producción y difusión de las Artes Escénicas. Con ella dirige importantes obras como "El servidor", "En la Calle del Espíritu Santo" "1968" "Cielo abierto" "La pícara suerte" "Música" y "La habitación azul". Por su labor con esta asociación  el Ministerio de Cultura reconoció a dos de sus fundadores -Jorge Chiarella Krüger y Celeste Viale- como Personalidades Meritorias de la Cultura.

## Dramaturgia
Obras originales
- 2008: Il Duce
- 2011: Pequeñas interrupciones
- 2011: Astronautas coescrita con Jorge Castro, Héctor Gálvez, Gino Luque y Gerardo Ruíz
- 2011: El tramoyista
- 2015: 1968. Historias en soul
- 2015: La última estrella
- 2015: Búnker
- 2019: Todos vuelven.
- 2019-2020: Las aventuras musicales de Sisi y Lala (Tetralogía)

Adaptaciones teatrales
- 2006: Bryce a mí con cuentos. 3 cuentos de Alfredo Bryce Echenique
- 2009: Max y los Maximonstruos. Cuento infantil de Maurice Sendak
- 2010: Los condenados. Cuento de Woody Allen
- 2016: Moby Dick. Novela de Herman Melville
- 2018: Música. Novela de Yukio Mishima

Guíones para el programa de formación de públicos del Gran Teatro Nacional
- 2016: Imagina Shakespeare
- 2018: Duende o la travesía de Lorca
- 2021:Chaska, los violines y yo
- 2022:Paraíso

Obras de teatro virtual
- 2020: Una clase de filosofía
- 2020: Feedback

## Docencia
Como docente ha sido invitado a diferentes encuentros y festivales realizados en países como Colombia, Ecuador y Chile. Actualmente es docente de actuación, dirección e investigación en la Facultad de Artes Escénicas de la Pontificia Universidad Católica del Perú y en la Asociación Cultural
Aranwa Teatro.

## Dirección
- 2001: Roedor - Espectáculo sobre poemas de Marco Martos - Teatro del Centro Cultural de la Pontificia Universidad Católica del Perú
- 2002: Largo Desolato de Vaclav Havel - Teatro Pata de Cabra/Producción TUC
- 2003: Romeo y Julieta de William Shakespeare - Casa Amarilla de Barranco/Producción DeAbril Teatro
- 2004: Yvonne, Princesa de Borgoña de Witold Gombrowicz  - Casa Amarilla de Barranco/Producción DeAbril Teatro
- 2005: Sacco y Vanzetti de Mauricio Kartun - Teatro Preludio/Producción Preludio Asociación Cultural-DeAbril Teatro
- 2006: Jesucristo Superstar de Andrew Lloyd Weber y Tim Rice - Teatro Segura/ Producción Preludio Asociación Cultural
- 2007: Bryce: ¡A mí con cuentos! de Alfredo Bryce Echenique - Teatro Preludio - Teatro del Museo de Arte de Lima/Producción Se va el Tren
- 2007: Edipo Rey de Sófocles - CAFAE/Auditorio de la Biblioteca de San Isidro/Producción Entablas
- 2008: Don Quijote de la Mancha, el musical - Teatro Segura/Producción Preludio Asociación Cultural
- 2008: Il Duce de Mateo Chiarella Viale - Teatro Británico/Producción Aranwa Teatro
- 2009: Cabaret de John Kander, Fred Ebb y Joe Masteroff - Teatro Segura/Producción Preludio Asociación Cultural
- 2010: El Musical 2010 - Teatro Segura/Producción Preludio Asociación Cultural
- 2010: Los Condenados de Woody Allen - Auditorio de la Municipalidad de San Isidro/Producción Aranwa Teatro
- 2010: Viaje a la Luna de Julio Verne - Teatro Británico/Producción Cola de Cometa
- 2011: Amor Sin Barreras (West Side Story) de Arthur Laurent, Jerome Robins, Leonard Bernstein y Stephen Sondheim - Teatro Municipal de Lima/Producción Preludio Asociación Cultural
- 2011: Pequeñas Interrupciones de Mateo Chiarella Viale - Teatro de la Alianza Francesa de Miraflores/Producción Aranwa Teatro
- 2012: Chicago - Teatro Municipal de Lima/Producción Preludio Asociación Cultural
- 2013: El chico de Oz de Martin Sherman - Teatro Municipal de Lima/Producción Preludio Asociación Cultural y Carlos Arana
- 2013: Perro Muerto de Alfredo Bushby - Centro Cultural Ricardo Palma/Producción Aranwa Teatro
- 2013: El Servidor (The Handyman) de Ronald Harwood - Teatro Ricardo Blume/Producción Aranwa Teatro
- 2014: Sweet Charity de Neil Simon - Teatro Municipal de Lima/Producción Preludio Asociación Cultural
- 2014: En la Calle del Espíritu Santo de Celeste Viale Yerovi - Teatro Ricardo Blume/Producción Aranwa Teatro
- 2014:  Festival de Coros (Dirección escénica de la presentación del Coro Nacional - Gran Teatro Nacional/Producción Coro Nacional
- 2015:  1968. Historias en soul de Mateo Chiarella Viale -  Teatro Ricardo Blume/Producción Aranwa Teatro
- 2015:  El Musical 2015 - Teatro Municipal de Lima/Producción Preludio Asociación Cultural
- 2016:  Déjame que te cuente. El musical de Chabuca guion de Mateo Chiarella Viale -  Teatro Municipal de Lima /Producción Preludio Asociación Cultural
- 2016:  Cielo Abierto Skylight de David Hare - Teatro Ricardo Blume/Producción Preludio Aranwa Teatro y Carlos Arana
- 2017: La Pícara suerte de Leonidas Yerovi - Teatro Ricardo Blume/Producción Aranwa Teatro
- 2018: Música de Yukio Mishima - Teatro Ricardo Blume/Producción Aranwa Teatro
- 2018: Duende o La Travesía de Lorca de Mateo Chiarella Viale - Gran Teatro Nacional y Centro Cultural de España/Producción Ministerio de Cultura, Centro Cultural de España y Gran Teatro Nacional
- 2018: El discurso del rey de David Seidler - Teatro Británico/Producción  Británico cultural y Carlos Arana
- 2019: Las aventuras musicales de Sisi y Lala de Mateo Chiarella Viale - Gran Teatro Nacional/Producción Gran Teatro Nacional
- 2019: La Habitación azul de David Hare - Teatro Ricardo Blume/Producción Aranwa Teatro
- 2020: Feedback de Mateo Chiarella Viale - Obra de teatro virtual/Producción Británico Cultural
- 2020: Pedro y el lobo de Serguéi Prokófiev - Gran Teatro Nacional/Producción Gran Teatro Nacional
- 2021: Chaska, los violines y yo de Mateo Chiarella Viale - Gran Teatro Nacional/Producción Gran Teatro Nacional
- 2022: Jugadores de Pau Miró - Teatro Ricardo Blume/Producción Aranwa Teatro
- 2022: Timón adaptación libre de Celeste Viale de la obra La vida de Timón de Atenas de William Shakespeare - Teatro del Centro Cultural de la Pontificia Universidad Católica del Perú/Producción Centro Cultural de la Pontificia Universidad Católica del Perú.
- 2022: La Mariscala de Gonzalo Polar, María Elena Arce, Claudia Nuñez y Jorge Sabogal codirigida con Lucho Tuesta - Teatro Municipal de Lima/Producción La Sonora y el Vicerrectorado de Investigación de la PUCP
- 2022: El Ocaso de una estrella de Lanie Robertson - Teatro Ricardo Blume/Producción Aranwa Teatro y Carlos Arana.
- 2023: El Diablo de León Tolstói - Teatro Ricardo Blume/Producción Aranwa Teatro
- 2023: El hombre que corrompió a una ciudad de Mark Twain - Teatro Nos/Producción Rectorado de la PUCP

## Premios y nominaciones
- Premio Iberescena por Il Duce.
- Premios Luces de El Comercio: Obra del año 2013 por El chico de Oz.[1]
- Premios Luces de El Comercio: Mejor dramaturgia Nacional 2015 por Búnker
- Premio Proart de la Pontificia Universidad Católica del Perú: Ciclo "Leonidas Yerovi: 100 años después"
- Premio CAP de la Pontificia Universidad Católica del Perú, máximo premio otorgado por la Universidad para la creación-investigación, para la elaboración de la puesta en escena de la obra musical "La Mariscala" sobre la vida de Francisca Zubiaga.